# Boutilimits flygplats
Boutilimit är en flygplats i Mauretanien. Den ligger i den sydvästra delen av landet vid orten Boutilimit.